# Dieselara
× Dieselara, (abreviado Dsla) en el comercio, es un híbrido intergenérico entre los géneros de orquídeas Laelia x Schomburgkia x Sophronitis. 